# مهناز محمدی
مهناز محمدی (زادهٔ ۱۲ فروردین ۱۳۵۳) مستندساز و فعال حقوق زنان ایرانی است. او نخستین فیلم مستند کوتاه خود را با نام زنان بدون سایه در سال ۱۳۸۲ ساخت. این فیلم که دربارهٔ زنان ساکن یک آسایشگاه روانی است، جایزهٔ بهترین فیلم FFFB را به دست آورد. فیلم‌های مستند او در جشنواره‌های مختلفی از جمله جشنواره فیلم تورنتو و زوریخ به نمایش درآمده و برنده جایزه شده‌است.
محمدی در دههٔ ۱۳۹۰ دست‌کم پنج بار به‌دلیل فعالیت‌های خود بازداشت یا زندانی شده‌است.

## زندگی

### فعالیت هنری
مهناز محمدی، ۱۱ دی ۱۳۵۳ در تهران به دنیا آمد. او فعالیت‌های اجتماعی‌اش را با کار در مجله سروش نوجوان آغاز کرد. او به دلیل علاقه به قصه‌گویی و نوشتن، به‌سرعت جذب گروه کودک و نوجوان رادیو ایران به‌عنوان نویسنده شد. در رشتهٔ روانشناسی همچنان تحصیل میکند. در ۲۰ سالگی به عنوان دستیار کارگردانی و برنامه‌ریز فیلم مشغول به کار شد. او فیلم‌سازی را از سال ۱۳۸۲ با مستند زنان بدون سایه آغاز کرد.

### بازداشت و زندان
محمدی در ۵ تیر ۱۳۹۰، توسط نیروهای امنیتی در منزلش بازداشت و به زندان اوین منتقل شد. بازداشت او به همراه پگاه آهنگرانی، مریم مجد و مرضیه وفامهر با اعتراضاتی از جمله واکنش خانه سینما مواجه شد. او پس از یک ماه در ۵ مرداد ۱۳۹۰ با قید وثیقه آزاد شد. او همچنین پیش از این نیز در روز ۸ مرداد ۱۳۸۸ و در مراسم چهلمین روز کشته‌شدگان حوادث ۳۰ خرداد ۱۳۸۸ تهران به همراه جعفر پناهی، رخساره قائم مقامی و چند سینماگر دیگر بازداشت شده بود.
محمدی در ۲۳ آبان ۱۳۹۲ از سوی شعبه ۲۸ دادگاه انقلاب تهران به اتهام تبلیغ علیه نظام و اجتماع و تبانی توسط قاضی مقیسه به پنج سال حبس محکوم شد.

## فیلم‌شناسی
محمدی در طول سال‌های فعالیتش در حوزه مستندسازی و سینما، در نقش‌های متفاوتی ظاهر شده‌است. او کارگردانی، دستیاری کارگردان، بازیگری، فیلم‌برداری را در سوابق خود دارد. او در این مدت با سینماگران شناخته‌شده‌ای همچون رخشان بنی‌اعتماد، کاظم معصومی، محمد رسول‌اف، رضا سرکانیان و… همکاری داشته‌است.

### زنان بدون سایه
نخستین ساختهٔ محمدی فیلم زنان بدون سایه است که در سال ۱۳۸۲ ساخته شد. این فیلم در جشنوارهٔ فیلم‌سازان زن (FFFB) برندهٔ جایزهٔ بهترین فیلم شد و در جشن خانه سینما به عنوان نامزد بهترین کارگردانی معرفی شد. این فیلم مستند دربارهٔ زنانی است که از خیابان جمع‌آوری شده‌اند و در یک آسایشگاه به نام قدس زندگی می‌کنند. این فیلم به روایت زنان ساکن در آسایشگاه روانی پیش می‌رود و درگیری‌های ذهنی بیماران زن آسایشگاه در مواجهه با تنها مردی که به آسایشگاه رفت و آمد دارد را روایت می‌کند.

### کوچ‌نامه
«کوچ‌نامه» محصول ۱۳۸۵ است. این فیلم روایت مستندی از مسافران قطاری به مقصد ترکیه است که بخش زیادی از آن‌ها قصد مهاجرت از کشورشان ایران را دارند.
این فیلم که توانسته بود در جشنواره فیلم پروین اعتصامی در ایران، برنده جایزه ویژه هیئت داوران شود، مدتی بعد به عنوان یکی از اتهامات کارگردان در دادگاه مطرح شد. قاضی مقیسه فیلم کوچ‌نامه را سیاه‌نمایی وضعیت ایران نامید.

### بچه‌های خاک
«بچه‌های خاک» محصول ۱۳۸۶ دیگر فیلم مهناز محمدی در دوره کاری‌اش پیش از زندان است. این فیلم که دربارهٔ بچه‌های بدون شناسنامه در ایران است. محمدی پس از آماده‌سازی این فیلم، به جای فرستادن فیلم‌اش به جشنواره‌های سینمایی، آن را به مجلس شورای اسلامی فرستاد تا نمایندگان مجلس در قانون‌گذاری‌هایشان وضعیت این بچه‌های بدون هویت را مدنظر قرار دهند.

### پسر، مادر
فیلم «پسر، مادر» محصول ۱۳۹۷ داستانی زنی را روایت می‌کند که با داشتن دو فرزند، سرپرست خانواده است ولی به خاطر مشکلات مالی ازدواج می‌کند و از فرزندانش جدا می‌شود. این فیلم برنده جایزه ویژه بخش تماشاگران جشنواره فیلم استانبول شد. همچنین این فیلم در جشنواره‌های تورنتو، زوریخ و رم به نمایش درآمد و برنده جایزه ویژه هیئت داوران جشنواره فیلم رم شد.
ولی همچنان فیلم «پسر، مادر» هنوز به اکران در نیامده مهناز در این باره گفته ”بله. پروانه ساخت را به سختی گرفتیم، اتفاقاً پروانه نمایش را هم گرفتیم. ولی مسئله اینجاست که این را در این مرحله از زندگی، در این مقطع از تاریخ ایران دارم می‌گویم، تو اگر مراحل قانونی را هم طی کرده باشی، حتماً کسانی هستند که می‌آیند و جلوی آن رفتار قانونی را می‌گیرند.“

در سال ۲۰۲۱ جایزه عفو بین‌الملل جشنواره فیلم پراگ هم به این فیلم اعطا شد.
| فیلم‌شناسی مهناز محمدی        | فیلم‌شناسی مهناز محمدی | فیلم‌شناسی مهناز محمدی       | فیلم‌شناسی مهناز محمدی              |
| نام فیلم                     | سال تولید             | نقش                         | توضیحات                            |
| ---------------------------- | --------------------- | --------------------------- | ---------------------------------- |
| پسر، مادر                    | ۱۳۹۸                  | کارگردان                    |                                    |
| بچه‌های خاک                   | ۱۳۸۶                  | کارگردان                    |                                    |
| کوچ‌نامه                      | ۱۳۸۵                  | کارگردان                    |                                    |
| زنان بدون سایه               | ۱۳۸۲                  | کارگردان                    |                                    |
| ازدواج موقت                  |                       | بازیگر                      | فیلمی به کارگردانی رضا سرکانیان    |
| یوما                         |                       | فیلمبردار                   | فیلمی به کارگردانی آزاده آریامنش   |
| دختران نینجا                 |                       | فیلمبردار                   | فیلمی به کارگردانی مرجان ریاحی     |
| ما نیمی از جمعیت ایران هستیم | ۱۳۸۸                  | دستیار کارگردان             | فیلمی به کارگردانی رخشان بنی‌اعتماد |
| آوازخوان                     |                       | دستیار کارگردان             | فیلمی به کارگردانی کاظم معصومی     |
| حیاط خلوت خانه خورشید        |                       | مدیرتولید و دستیار کارگردان | فیلمی به کارگردانی رخشان بنی‌اعتماد |
| فردا می‌بینمت الینا           |                       | فیلمبردار                   | فیلمی به کارگردانی رخشان بنی‌اعتماد |
| قصه‌ها                        |                       | مستندساز پشت‌صحنه            | فیلمی به کارگردانی رخشان بنی‌اعتماد |

## فعالیت خبری
در دهه ۸۰ محمدی همکاری خود را با دفتر بی‌بی‌سی جهانی در تهران و فرانسیس هریسون، خبرنگار بی‌بی‌سی در تهران آغاز کرد. پس از مدتی مجوز کاری او توسط حراست وزارت ارشاد لغو شد. او در سال ۱۳۸۳ اولین مستندش را دربارهٔ تراجنسیتی‌های ایرانی را با نام «تغییر جنسیت ایرانی» (Iranian Sex Change) برای بی‌بی‌سی انگلیسی ساخت. او همچنین مدتی هم با شبکه الجزیره انگلیسی به عنوان مستندساز و با شبکه پی‌بی‌اس (PBS) به عنوان محقق کار کرد.